# Sietas Typ 3
Der Typ 3 ist ein Küstenmotorschiffstyp der Sietas-Werft in Hamburg-Neuenfelde, von dem im Jahr 1958 mit der Anke und im Jahr 1963 mit der Barbara Breuer zwei Einheiten entstanden sind.

## Geschichte
Das von der Reederei Jonny Winter in Auftrag gegebene Typschiff Anke absolvierte am 30. März 1958 seinen Stapellauf und wurde am 30. April 1958 von der Werft abgeliefert. Im Jahr 1967 veräußerte Reederei Winter das Schiff an die Hamburger Reederei Horst Bewer, die es in Martina B umbenannte. Die Peter Döhle Schiffahrts-KG erwarb die Martina B im Jahr 1973 und trat sie im Folgejahr mit dem Namen Wagrien an die Reederei Hans Kühl ab. Ab Juli 1986 fuhr das Schiff als Christopher C mit Heimathafen Santo Domingo und ab 1989 mit Heimathafen Panama weiterhin in europäischen Gewässern. Nachdem die Christopher C im Jahr 1990 auf Grund gelaufen und repariert worden war, erhielt sie im Dezember 1991 erneut den Namen Wagrien. Das Schiff wurde noch im selben Monat in Riens umbenannt und kurz vor Jahresende in Ramsgate (Großbritannien) an die Kette gelegt. Im Juli 1992 erfolgte ein gerichtlich angeordneter Zwangsverkauf, wobei das Schiff an eine Reederei in Honduras ging, die es mit dem Namen Brent-1 in die Karibik überführte. Dort fuhr es nach einem weiteren Eignerwechsel ab 2004 als Brent 1 mit Heimathafen Georgetown unter guyanischer Flagge, bis es Mitte 2010 aus dem Register gelöscht wurde.
Die Barbara Breuer lief am 3. März 1963 vom Stapel. Ihre Ablieferung an die Hamburger Reederei Jürgen Heinrich Breuer erfolgte am 9. Mai 1963. Sie wurde 1976 an die Reederei Alfred Hinsch aus Drochtersen weiterverkauft und in Unitas H umbenannt. Im Jahr 1980 erwarben die Hamburger Reeder Renate & Wilhelm Schultz das Schiff, das daraufhin den Namen Renate S erhielt. Am 9. September 1983 sank die mit Zink beladene Renate S auf einer Fahrt von Odda (Norwegen) nach Rochester (Großbritannien) in der Nordsee. Drei Tage später entdeckte man vor der englischen Ostküste auf Position 54°29'N, 00°25'E einige Trümmer und ein vollgelaufenes Rettungsboot; Kapitän Schultz und seine drei Besatzungsmitglieder blieben verschwunden. Das Wrack der Renate S konnte später rund 55 Kilometer nordöstlich von Whitby auf Position 54°39'N, 00°13'E lokalisiert werden.

## Technik
Die zwei Schiffe des Typs 3 besaßen eine Länge von 59,96 m (53,86 m Lpp, 56,49 m Freibordlänge) und eine Breite von 8,94 m. Bei Ablieferung waren sie mit 499 BRT vermessen worden. Die Anke hatte eine Tragfähigkeit von 844 dwt, die Barbara Breuer von 864 dwt. Die Schiffe verfügten über zwei Laderäume mit Zwischendeck. Als werftseitiges Ladegeschirr hatten beide Einheiten vier Ladebäume mit einer Tragkraft von jeweils zwei Tonnen erhalten. Es wurden einfache Lukendeckel aus Holz mit seefester Abdeckung aus Persenning verwendet. Die Schiffe besaßen einen Doppelboden mit ebener Tankdecke.
Die Anke wurde von einem  370 PS leistenden Sechszylinder-Viertakt-Dieselmotor des Herstellers Klöckner-Humboldt-Deutz (KHD) angetrieben, der auf einen Festpropeller wirkte. Ihre Höchstgeschwindigkeit betrug 9,5 Knoten. Die Barbara Breuer besaß einen KHD-Achtzylinder-Viertakt-Dieselmotor mit 500 PS Leistung und erreichte eine Höchstgeschwindigkeit von 10 Knoten.

## Die Schiffe
| Sietas Typ 3   | Sietas Typ 3 | Sietas Typ 3 | Sietas Typ 3           | Sietas Typ 3                     | Sietas Typ 3 |
| Bauname        | Bau- nummer  | IMO-Nummer   | Stapellauf Ablieferung | Auftraggeber                     | Umbenennungen und Verbleib |
| -------------- | ------------ | ------------ | ---------------------- | -------------------------------- | --- |
| Anke           | 437          | 5018155      | 30.03.1958 30.04.1958  | Jonny Winter, Hamburg-Neuenfelde | 1967 Martina B → 1974 Wagrien → 1986 Christopher C → 12/1991 Wagrien → 1/1992 Riens → 6/1992 Brent-1 → 2004 Brent 1, 2010 im Register gelöscht |
| Barbara Breuer | 491          | 5401455      | 03.03.1963 09.05.1963  | Jürgen Heinrich Breuer, Hamburg  | 1976 Unitas H. → 1980 Renate S, am 9. September 1983 in der Nordsee auf Position 54°39'N, 00°13'E gesunken                                     |